# Tórax en quilla
El tórax en quilla o pectus carinatum es una deformidad de la caja torácica en la que el pecho protruye en quilla de barco.
Es menos frecuente que el tórax en embudo y sus repercusiones funcionales aún son objeto de revisión en la literatura científica, aunque sus consecuencias psicológicas y emocionales han sido objeto de estudio.
Respecto a su etiología, se asocia a cierto grado de raquitismo y a una obliteración prematura de las líneas de sutura esternal.

## Tratamiento

### Tratamiento quirúrgico
Se trata mediante una condroesternoplastia. La condroesternoplastia es una cirugía invasiva, que a grandes rasgos, consiste en fracturar el esternón para que se vuelva a soldar en el ángulo adecuado.
El abordaje quirúrgico en la mujer es mediante un corte inframamario, mientras que en el varón se realiza esternal medial, para llegar al cartílago afectado. Tras esto, se procede a la fractura del esternón hacia dentro, entonces se fija en la posición correcta por la línea de fractura, mediante una placa de metal que no impide su movimiento. El procedimiento fue ideado por el médico estadounidese Mark Ravitch.

### Tratamiento no quirúrgico
Existe un tratamiento no quirúrgico para la corrección del tórax en quilla llamado "Sistema de Compresión Dinámico FMF", utilizado por más de 20 mil pacientes en todo el mundo. Este tratamiento ideado por cirujanos argentinos, y aprobado por ANMAT, CE y FDA, consiste de un corsé expandible que por medio de un medidor de presión calcula cual es la presión a ejercer sobre la deformación torácica para corregirla paulatinamente, obteniendo resultados positivos en un 90% de los casos.
Existe una revisión del 2008 sobre la experiencia quirúrgica del tórax en quilla.
El uso del compresor dinámico externo evita en la mayoría de los casos la indicación de una toracoplastia quirúrgica de gran envergadura